# Chlorodrepana
Chlorodrepana is een geslacht van vlinders van de familie spanners (Geometridae), uit de onderfamilie Geometrinae.

## Soorten
- C. aequisecta Prout, 1922
- C. allevata Prout, 1915
- C. angustimargo Warren, 1901
- C. cryptochroma Prout, 1913
- C. inaequisecta Herbulot, 1999
- C. madecassa Viette, 1971
- C. pauliani Herbulot, 1972
- C. rothi Warren, 1899
- C. sellata Gaede, 1917